# پیوند کووالانسی

یک پیوند کووالانسی که H_{2} را تشکیل می‌دهد (سمت راست) که در آن دو اتم هیدروژن در دو الکترون با هم مشترک هستند.

پیوند کووالانسی (به انگلیسی: Covalent bond) یا رابطه اشتراکی یا بند هم‌ارزا یک نوع رابطه شیمیایی در شیمی است. در ترکیب یونی، اتم‌ها با از دست دادن یا گرفتن الکترون، به آرایش پایدار یا نیمه پایدار خود میرسند. اما در رابطه اشتراکی (کووالانسی) اتم‌ها می‌توانند با اشتراک الکترون‌ها مدار خودشان را پر کنند و به آرایش هشت‌تایی پایدار گاز نجیب بعد از خودشان برسند. پیوند کووالانسی بین نافلزات مشابه یا غیرمشابه با اشتراک الکترون‌های مدار آخر انجام می‌شود؛ (البته دارای استثنا است پیوند بین آمونیوم نافلزی با نافلزات از نوع پیوند یونی می‌باشند). پیوند کووالانسی را با خط راست نشان می‌دهند و در هر پیوند(۲)الکترون شرکت دارند. پیوند کووالانسی می‌تواند یک‌گانه، دوگانه یا سه‌گانه باشد. موادی که پیوند کووالانسی دارند در هیچ شرایطی برق را عبور نمی‌دهند؛ البته گرافیت از این قضیه مستثنی است. موادی که پیوند کووالانسی دارند نقطه جوش و ذوب پایین‌تری نسبت به موادی با پیوند یونی دارند و بین آن‌ها هر کدام که جرم مولکولی بیشتری دارد دارای نقطه جوش و ذوب بالاتری است. به جز هیدروژن در بقیه اتم‌ها مجموع الکترون‌های پیوند و غیر پیوندی در لایه ظرفیت باید هشتایی باشد. تمام گازها، قندها، الکل‌ها، پلیمرها، سوخت‌ها و آب پیوند کووالانسی دارند. پیوند کووالانسی نیروی جاذبه بسیار قوی دارد که اتم‌ها را به شدت کنار هم نگه می‌دارد، به همین خاطر به ترکیب مولکولی معروفند. البته شایان ذکر است که آب فراوان‌ترین ترکیب مولکولی است که به سه حالت جامد مایع وگاز یافت می‌شود. نام دیگر این پیوند اشتراکی نیز است.

## کلیات
پیوند کووالانسی در اثر نیروی جاذبهٔ الکتریکی به وجود می‌آید؛ به‌طور مثال هنگامی که دو اتم هیدروژن به هم نزدیک می‌شوند، جاذبهٔ الکتریکی بین آن‌ها ایجاد می‌شود و دو اتم با هم‌رسانی یک جفت الکترون کنار هم می‌مانند. پیوند کووالانسی اغلب بین دو اتم نافلز است؛ مثلاً یک اتم کربن با چهار اتم هیدروژن چهار پیوند کووالانسی در یک مولکول به وجود می‌آورند که به متان معروف است.

## پیوند کووالانسی پیش از ۱۹۲۶
بر اساس نظریه لوویس، پیوند کووالانسی نتیجه اشتراک یک جفت الکترون (=دو الکترون) بین دو اتم است. بر این اساس، الکترون‌های مشترک توسط هسته هر دو اتم جذب می‌شوند و مانند چسب، منجر می‌شوند که دو هسته نزدیک به هم بمانند و اتم‌ها به هم پیوند (اتصال) یابند. طبق نظریه لوویس، اتم هر عنصر تا جایی پیوند برقرار می‌کند که جمع الکترون‌های پیوندی (=الکترون‌های مشترک) و الکترون‌های نا پیوندی آخرین لایه الکترونی‌اش برابر با ۸ شود (مشابه گازهای نجیب؛ به جز هیدروژن که همانند هلیم، و فقط دارای ۲ الکترون می‌شود). این قاعده به قاعده هشت‌تایی (هشتایی) یا همان اوکتت (Octet) معروف است.

## پیوند کووالانسی و مکانیک کوانتوم
پس از ارائه معادلات مربوط به مکانیک کوانتوم و پیدایش شیمی کوانتوم، نگاه تازه‌ای به پیوند کووالانسی شکل گرفت. طبق توصیف کوانتومی، پیوند کووالانسی نتیجه برهم‌کنش دو اوربیتال اتمی است که نتیجه‌اش ایجاد اوربیتال‌های مولکولی می‌باشد. بر این اساس، الکترون‌هایی که در اتم‌ها و درون اوربیتال مولکولی‌ها بوده‌اند؛ پس از برقراری پیوند هم باید درون اوربیتال‌هایی باشند که متعلق به کل مولکول هستند و بدین ترتیب الکترون‌های پیوندی در فضای گسترده‌ای اطراف دو یا چند هسته گردش می‌کنند و از این طریق، کل ساختار را به هم متصل نگه می‌دارند.

## پیوندهای قطبی و غیرقطبی
اگر الکترون‌های پیوند کووالانسی به شکل متقارن بین دو هسته گردش کنند، می‌گوییم یک پیوند کووالانسی غیرقطبی داریم؛ اما اگر الکترون‌ها بیش‌تر وقت خود را نزدیک به یکی از هسته‌ها باشند (به‌طور میانگین به یک هسته نزدیک‌تر و از یک هسته دورتر باشند)، می‌گوییم پیوند کووالانسی قطبی داریم؛ بدین معنی که یک سمت تجمع بار منفی داریم و سمت دیگر کمی از بار منفی خالی شده است.
بر اساس شکل‌گیری پیوندهای کووالانسی قطبی و غیرقطبی، پائولینگ مفهوم الکترونگاتیوی را شکل داد.

## پیوندهای چندگانه
در بسیاری موارد، بیش از دو الکترون بین دو هسته به‌طور مشترک قرار می‌گیرند؛ مثلاً در مولکول اکسیژن، ۴ الکترون (۲ جفت الکترون) بین اتم‌های اکسیژن مشترک هستند. در مولکول نیتروژن هم ۳ جفت الکترون مشترک بین دو اتم وجود دارد. در اصطلاح گفته می‌شود پیوند بین اکسیژن‌ها در مولکول اکسیژن از نوع پیوند دوگانه و پیوند بین نیتروژن‌ها در مولکول نیتروژن از نوع پیوند کووالانسی سه‌گانه است.
در موارد اندکی هم پیوند کووالانسی چهارگانه دیده شده است.

## طول و انرژی پیوند
فاصلهٔ بین اتم‌های متصل به هم را طول پیوند می‌گویند. هر چه طول پیوند کمتر باشد، انرژی آن بیشتر است. انرژی پیوند، انرژی لازم برای غلبه بر نیروی جاذبهٔ بین اتم‌هاست و واحد آن کیلو ژول بر مول (kJ/mol) است. پیوندهای چندگانه نسبت به پیوندهای ساده (یگانه) بین همان اتم‌ها، دارای طول پیوند کم‌تر و انرژی پیوند بیش‌تر هستند. به‌طور نمونه، پیوند بین اتم‌های کربن در اتان، اتِن و اتین به ترتیب از نوع ساده، دوگانه و سه‌گانه است. در نتیجه طول پیوند کربن-کربن از اتان به اتین کاهش می‌یابد و انرژی پیوند زیاد می‌شود.

## جامدهای مولکولی و جامدهای کووالانسی
نقطهٔ ذوب و جوش جامدهای مولکولی (مثل آب) خیلی پایین‌تر از ترکیبات یونی است. اکثر این ترکیب‌ها نارسانای برق هستند. جامدهای کووالانسی (نظیر الماس) به دلیل ساختار یک‌پارچه، نقطه ذوب و جوش بسیار بالایی دارند.